# اوپتینو
اوپتینو (انگلیسی: Uptino) یک شهرک در شهرستان اوفیمسکی استان باشقیرستان کشور روسیه است.